# Alma perversa
Alma perversa (título original: Blackheart) es una película canadiense de drama, suspenso y crimen de 1998, dirigida por Dominic Shiach, escrita por Brad Simpson y Brock Simpson, musicalizada por David Lautrec, en la fotografía estuvo Ousama Rawi y los protagonistas son Richard Grieco, Christopher Plummer, Maria Conchita Alonso y Fiona Loewi, entre otros. El filme fue realizado por Norstar Entertainment.

## Sinopsis
Ray y Annette, una pareja de timadores, seducen a sus víctimas para hacerse de sus bienes, siempre son personas ricas y descuidadas.